# 台灣照顧生命協會
社團法人台灣照顧生命協會，簡稱照生會，是台灣的動物保護組織，於2005年由董冠富創立，總部設於台北市文山區。以「人間有大愛、貓狗有照生」為宗旨，首創二十四小時待命的「貓狗119」。前身為「台北縣照顧生命協會」，後才更名為台灣照顧生命協會。該協會尚有新北市照顧生命協會、台北市照顧生命協會與照生企業有限公司等多個相關組織，共同組成「照生聯盟」。
照生會自成立以來已營救過大量犬貓。現今在台灣有三家狗場。

## 沿革
照生會最初的前身為董冠富於2004年在《Yahoo!奇摩家族》上成立的「阿虎家族急難救助會」，當時尚兼職保全員工作的董冠富親自與朋友前往救援網友通報的流浪貓狗；後來他辭去工作，於2005年、2007年、2010年分別成立台北縣照顧生命協會、台灣照顧生命協會和台北市照顧生命協會。
2010年，愛狗人士賈鴻秋去世，她身故後遺留下來的流浪狗部分由照生會收容。同年台中市「東海伯」張耀鏜去世，照生會全數接手他遺留下的百餘條流浪狗。當年照生會在台南市設立一座示範性護生狗場（月華護生狗場）。
因藝人費玉清於2013年捐助新台幣一百萬元予照生會，使其有足夠經費蓋建新的收容場地，在先後舉辦兩次募款活動後，照生會「觀音素食狗場」在2015年元旦正式啟用，地址設於台南市左鎮區，其中收容的犬隻皆一律素食。
2018年，董冠富宣布成立「貓狗110」，將聘用具國軍格鬥戰技的人員，用「以暴制暴」的方式為貓狗伸張正義。

## 貓狗119
2005年，照生會設立全台唯一24小時全年無休的「貓狗119」專線，供民眾通報需救援的貓狗。
照生會還訂下原則規定報案者必須在現場且需支付一定的醫療費用，這種作法曾引起部分民眾的負面反應。

## 相關組織
「照生聯盟」除台灣照顧生命協會外，尚有新北市照顧生命協會、台北市照顧生命協會、照生企業有限公司、照生人志工團、廈門董氏貿易有限公司等多個組織。2009年台北縣照顧生命協會推出全台首部「貓狗結紮車」，並陸續設立貓狗捐血中心、親善119等部門。而台北市照顧生命協會則著重於關懷弱勢家庭，推動陪伴犬計畫。
董冠富也成立政黨「中華照生黨」，並於2019年當選黨主席。該黨主要專注於動物和新住民的福利。

## 爭議
2011年5月23日，台灣照顧生命協會遭離職總幹事阮美玲質疑財務不清，照生會執行長董冠富表示募款經費已通過會計師審核。董冠富表示，阮美玲不能自己總幹事任內財務不清就沒問題、離職後反而質疑照生會財務不明，照生會將向板橋地檢署控告阮美玲誹謗罪。
2014年6月13日，台灣照顧生命協會人員向新北市政府動物保護防疫處通報八里區一處非法繁殖場，並待動保處人員離開現場後直接破門而入，救出五十隻狗。繁殖場林姓主人控告董冠富竊盜罪。2014年12月18日，士林地檢署依竊盜罪將董冠富起訴。2015年7月，士林地方法院判決，董冠富無竊盜犯意，無罪；同時指出，繁殖場是違章建築，但無關犬隻所有權認定，不能據此認為這五十隻狗是無主物。
2019年10月25日，民主進步黨新北市議員李倩萍與羅文崇舉辦記者會指控，台灣照顧生命協會執行長董冠富被民眾檢舉涉嫌詐領TNVR補助，2個月180件補助中高達55件照片重複，詐領金額至少約新台幣55000元。2019年11月27日，新北地檢署傳喚董冠富到案，偵訊後依詐欺和偽造文書等罪嫌諭令董冠富以新台幣10萬元交保。

## 外部連結
- 台灣照顧生命協會官網 （页面存档备份，存于）
- 台灣照顧生命協會 （页面存档备份，存于）的Facebook專頁
- 台灣照顧生命協會（照生會阿虎） （页面存档备份，存于）的YouTube頻道